# Andreina De Clementi
Andreina De Clementi (Roma, 22 febbraio 1940 – Roma, 13 marzo 2022) è stata una storica italiana, co-fondatrice e presidente (1997-2001) della Società italiana delle storiche.

## Biografia
Laureata in lettere moderne, si è occupata principalmente della storia dell'emigrazione italiana.
De Clementi è stata docente di storia contemporanea presso l’Università di Sassari e l’Università di Napoli "L'Orientale", dove ha curato il dottorato internazionale di Storia delle donne e dell’identità di genere. Fondatrice e presidente per quattro anni della Società italiana delle storiche, ne ha diretto il semestrale «Genesis».

## Opere (parziale)
- L'assalto al cielo: donne e uomini nell'emigrazione italiana, Donzelli Editore, Roma, 2014, ISBN 9788868430894
- Il prezzo della ricostruzione: l'emigrazione italiana nel secondo dopoguerra, Laterza, Roma, 2010, ISBN 9788842091981
- Il mestiere di storica, Viella, Roma, 2009, ISBN 9788883344503
- Storia dell'emigrazione italiana, co-autori Piero Bevilacqua e Emilio Franzina, Donzelli, Roma, 2009, ISBN 9788860364227
- Di qua e di là dall'oceano: emigrazione e mercati nel Meridione: (1860-1930), Carocci, Roma, 1999, ISBN 9788843013036
- Vivere nel latifondo: le comunità della campagna laziale fra '700 e '800, FrancoAngeli, Milano, 1989, ISBN 9788820431341
- Il fascismo in Europa, co-autore Hugh Trevor-Roper, Laterza, Bari, 1984, ISBN 9788842023500
- Politica e società nel sindacalismo rivoluzionario: 1900-1915, Bulzoni, Roma, 1983, OCLC:799167248
- Amadeo Bordiga, Einaudi, Torino, 1978, OCLC:797780684